# Aleksandr Moisiejew
Aleksandr Aleksiejewicz Moisiejew, ros. Александр Алексеевич Моисеев (ur. 16 kwietnia 1962 we wsi Borskoje w rejonie gwardyjskim w obwodzie królewieckim) – rosyjski wojskowy, admirał, dowódca Floty Północnej.

## Biografia
W 1987 ukończył Wyższą Szkołę Radioelektroniki Marynarki Wojennej im. A.S. Popowa w Peterhofie. Jako oficer pełnił służbę na atomowych okrętach podwodnych Floty Północnej, na stanowiskach od inżyniera grupy głowic do dowódcy rakietowego okrętu podwodnego, dowódcy formacji okrętów podwodnych, dowódcy sił podwodnych.
W 2003 ukończył z wyróżnieniem Akademię Marynarki Wojennej im. Admirała Floty Związku Radzieckiego N.G. Kuzniecowa. W 2011 ukończył z wyróżnieniem i medalem Wojskową Akademię Sztabu Generalnego Sił Zbrojnych Federacji Rosyjskiej.
Dekretem Prezydenta Federacji Rosyjskiej z 3 maja 2019 został mianowany Dowódcą Floty Północnej.
Dekretem Prezydenta Federacji Rosyjskiej z 14 lutego 2011 otrzymał tytuł Bohatera Federacji Rosyjskiej i medal Złotej Gwiazdy. Został odznaczony dwoma Orderami Męstwa, Orderem „Za zasługi wojskowe”, Medalem Orderu „Za zasługi dla Ojczyzny” II stopnia, odznaczeniami resortowymi i medalami.